# 今川範満 (南北朝時代)
今川 範満（いまがわ のりみつ）は、鎌倉時代末期から建武政権期にかけての武将。

## 生涯
今川基氏の次男（あるいは四男）として生まれる。駿河今川氏の初代当主である今川範国の兄弟。足利直義が成良親王を奉じて鎌倉将軍府を作ると参画した。建武2年（1335年）7月の中先代の乱において、武蔵小手指ヶ原（現在の埼玉県所沢市）で北条時行軍と戦い討ち死にした。

## 人物
甥の今川貞世（了俊）が著した『難太平記』によると、中先代の乱では大病で馬にも乗れない病状だったが、馬の力革に自分の両足を縛り付けて出陣して戦った。股を切り落とされて、家人に頸を取らせて果てたという。